# حي محطة الكرمل (حيفا)
حي محطة الكرمل، أو كما يطلق عليه اليوم اسم «حي المحطة» هو من اوائل التجمعات السكنية في مدينة حيفا، وهو يقع بجانب شاطئ البحر. كان الحي قديما مكتظ بسبب موقعه الجغرافي، وبسبب وجود محطة القطار التي اوصلت حيفا مع قنطرة ومصر. في عام 1933 بنت القوات البريطانية ميناء حيفا مما ادى إلى تهجير جزء من سكان الحي. يحوي الحي أماكن أثرية ودينية مهمة مثل كنيسة جبرائيل، تعود تسميتها لأب الشخص ال1ي بناها وهو يدعى فؤاد جبرائيل سعد، كما يحوي الحي مقام عيسى، ومقابر من حقبات زمنية مختلفة، يعود البعض منها لمنتصف القرن التاسع عشر.

## تسمية الحي
سمي الحي باسم محطة الكرمل نسبة لوجود محطة قطار حيفا التي تربط حيفا مع مصر وسكة الحجاز. يطلق على الحي أيضا اسم حيفا العتيقة، وتعود هذه التسمية لوجود آثار رومانية في الحي منها مجمع قبور الذي يدعى مقام الشيخ عيسى. هدم الحي في فترة الحكم العثمان لفلسطين بأمر من ظاهر بن عمر الزيداني حاكم الجليل وحيفا ابتداء من عام 1761. هدم الحي بسبب تعرضه الدائم للسطو من قبل قراصنة مالطيوالأصل. كان الحي جزء من حيفا العتيقة التي امتدت قبل الهدم من الكنيسة حتى موقع مستشفى رمبام اليوم، تركز السكان فيها في احياء مختلفة مثل حي تل السمك، كما في ساحة الحناطير حتى الجامع الصغير المجاور لمسجد الاستقلال.

## الحي في عام 1948
هجر حي محطة الكرمل من سكانه الأصليين اثر سقوط حيفا وفلسطين عامة بيد العصابات الصهيونية. سقط الحي في عام 1948 على يد قوات الهاجاناة. بعد تهجير الحي من سكانه الأصليين الذي كان عددهم 600 عائلة، سكن اليهود الشرقيون الحي بعد النكبة لكنهم قامو بتركه في سنوات الستينات، عادت بعض العائلات الفلسطينية لتسكن الحي بعد ذلك.

## الحي اليوم
يسكن ححي المحطة اليوم 26 عائلة يعود الانخفاض في عدد سكان الحي في الوقت الحالي لكونه متواجد في الوسط ما بين سكة القطار والميناء العسكري.الحي مهمل تماما من قبل بلدية حيفا،  أحد أكبر التهديدات على الحي وسكانه اليوم هو مشروع يسمى «فتح واجهة البحر» وهو مشروع تقوم بلدية حيفا باتمامه، وهو ينص حرفيا لمحو الحي بالكامل وتحويله إلى منطقة سياحية. بالإضافة لذلك أن البيوت في الحي تعاني من اهمال ممنهج من قبل بلدية حيفا، وغالبية البيوت في الحي هي ليست من ملك سكانها بل تمتلكها شركة عميدار الإسرائيلية.